# 王金鼎
王金鼎（1920年2月12日—1997年12月30日），毕业于天津达仁学院经济系。1949年1月，天津军事管制委员会接管天津政权后，王金鼎担任天津市文教委员会副秘书长。
1951年，王金鼎任津沽大学教授、教务长和中共执政后的首任党支部书记。1956年，王金鼎调任南开大学的首任党委书记。